# AR Lacertae
AR Lacertae är en förmörkelsevariabel av AR Lacertae-typ och eruptiv variabel av RS Canum Venaticorum-typ (EA/AR/RS) i stjärnbilden Ödlan. Den är prototypstjärna för en undergrupp av Algolvariabler där båda komponenterna i dubbelstjärnan är underjättar.
Stjärnan varierar mellan visuell magnitud +12,3 och 15,7 med en period av 0,128927 dygn.